# John Shuster
John Shuster (Chisholm, 3 de noviembre de 1982) es un deportista estadounidense que compite en curling.
Participó en cinco Juegos Olímpicos de Invierno, entre los años 2006 y 2018, obteniendo dos medallas, bronce en Turín 2006 y oro en Pyeongchang 2018, y el cuarto lugar en Pekín 2022.
Ganó una medalla de bronce en el Campeonato Mundial de Curling Masculino de 2016, una medalla de bronce en el Campeonato Mundial de Curling Mixto Doble de 2019 y una medalla de bronce en el Campeonato Pan Continental de Curling Masculino de 2024.

## Palmarés internacional
| Juegos Olímpicos               | Juegos Olímpicos            | Juegos Olímpicos  | Juegos Olímpicos |
| Año                            | Lugar                       | Medalla           | Prueba           |
| ------------------------------ | --------------------------- | ----------------- | ---------------- |
| 2006                           | Turín (Italia)              | Medalla de bronce | Equipo           |
| 2018                           | Pyeongchang (Corea del Sur) | Medalla de oro    | Equipo           |
| Campeonato Mundial             |                             |                   |                  |
| Año                            | Lugar                       | Medalla           | Prueba           |
| 2016                           | Basilea (Suiza)             | Medalla de bronce | Equipo           |
| Campeonato Mundial Mixto Doble |                             |                   |                  |
| Año                            | Lugar                       | Medalla           | Prueba           |
| 2019                           | Stavanger (Noruega)         | Medalla de bronce | Mixto doble      |
| Campeonato Pan Continental     |                             |                   |                  |
| Año                            | Lugar                       | Medalla           | Prueba           |
| 2024                           | Lacombe (Canadá)            | Medalla de bronce | Equipo           |